# 欧特维尔 (马恩省)
欧特维尔（法語：Hauteville，法語發音：[otvil]）是法国马恩省的一个市镇，位于该省东南部，属于维特里勒弗朗索瓦区。

## 地理
欧特维尔（48°38'15"N, 4°46'13"E）面积10.78 平方千米，位于法国大東部大區马恩省，该省份为法国东北部内陆省份，北起阿登省，西北接埃纳省，西南接塞纳-马恩省，南至奥布省，东南接上马恩省，东临默兹省。
与欧特维尔接壤的市镇（或旧市镇、城区）包括：萨皮尼库尔、佩尔特、昂布里耶尔、埃科勒蒙、滨湖圣玛丽-尼斯芒、拉尔济库尔。
欧特维尔的时区为UTC+01:00、UTC+02:00（夏令时）。

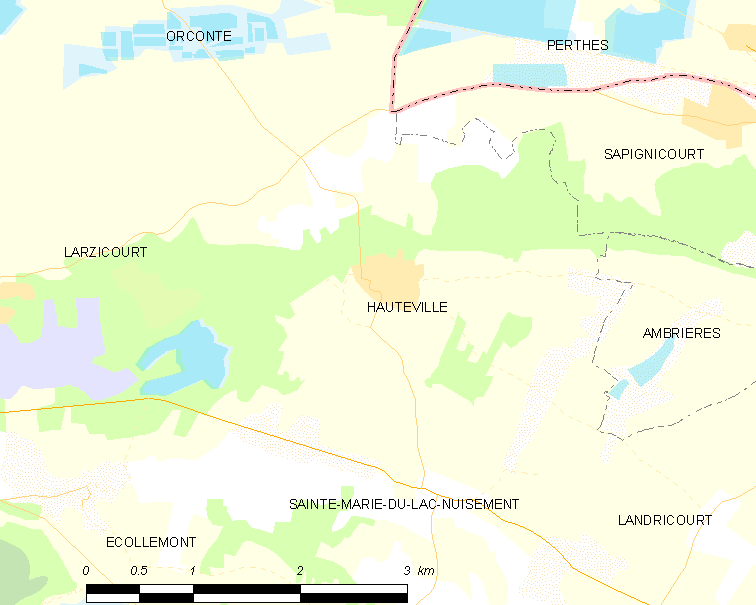
欧特维尔的OSM定位图

## 行政
欧特维尔的邮政编码为51290，INSEE市镇编码为51286。

## 政治
欧特维尔所属的省级选区为塞迈兹莱班县。

## 人口

1962-2008年间欧特维尔人口变化图示

欧特维尔于2022年1月1日时的人口数量为233人。